# Glee: The Music, The Christmas Album Volume 2
Glee: The Music, The Christmas Album Volume 2 là album nhạc phim thứ 10 bởi dàn diễn viên của bộ phim truyền hình Mỹ Glee, được Columbia Records phát hành vào ngày 11 tháng 11 năm 2011.

## Lịch sử
Glee: The Music, The Christmas Album Volume 2 bao gồm 12 bài hát Giáng sinh: 10 bản cover và 2 bài hát do Adam Anders, Peer Åström và Shelly Peiken sáng tác. Ngoài 12 nhân vật chính trong mùa thứ ba của phim, cả bốn thí sinh trong vòng chung kết của The Glee Project, bao gồm Damian McGinty, Samuel Larsen, Lindsay Pearce và Alex Newell cũng xuất hiện.

## Danh sách bài hát
| STT | Nhan đề                           | Sáng tác                                    | Nghệ sĩ gốc                   | Thời lượng |
| --- | --------------------------------- | ------------------------------------------- | ----------------------------- | ---------- |
| 1.  | "All I Want for Christmas Is You" | Mariah Carey, Walter Afanasieff             | Mariah Carey                  | 4:03       |
| 2.  | "Extraordinary Merry Christmas"   | Adam Anders, Peer Åström, Shelly Peiken     | Tự sáng tác                   | 3:39       |
| 3.  | "Santa Baby"                      | Joan Javits, Philip Springer, Tony Springer | Eartha Kitt                   | 2:31       |
| 4.  | "Christmas Eve with You"          | Anders, Åström, Peiken                      | Tự sáng tác                   | 3:28       |
| 5.  | "Little Drummer Boy"              | Katherine K. Davis                          | Trapp Family Singers          | 2:56       |
| 6.  | "River"                           | Joni Mitchell                               | Joni Mitchell                 | 4:03       |
| 7.  | "Do You Hear What I Hear?"        | Noël Regney, Gloria Shayne Baker            | Harry Simeone Chorale         | 3:52       |
| 8.  | "Let It Snow"                     | Sammy Cahn, Jule Styne                      | Vaughn Monroe                 | 2:47       |
| 9.  | "Santa Claus Is Coming to Town"   | John Frederick Coots, Haven Gillespie       | Harry Reser and His Orchestra | 2:49       |
| 10. | "Christmas Wrapping"              | Chris Butler                                | The Waitresses                | 4:03       |
| 11. | "Blue Christmas"                  | Billy Hayes, Jay W. Johnson                 | Doye O'Dell                   | 3:49       |
| 12. | "Do They Know It's Christmas?"    | Bob Geldof, Midge Ure                       | Band Aid                      | 3:35       |